# バクメ県
バクメ県（バクメけん、ベトナム語：Huyện Bắc Mê / 縣北迷?）は、ベトナム社会主義共和国ハザン省の県である。面積は864.28 km²、人口は60,500人（2018年）である。

## 行政区画
1市鎮12社から構成される。
- イエンフー市鎮（Yên Phú / 安富）
- ドゥオンアム社（Đường Âm / 棠陰）
- ドゥオンホン社（Đường Hồng / 棠鴻）
- ザップチュン社（Giáp Trung / 甲中）
- ラックノン社（Lạc Nông / 樂農）
- ミンゴク社（Minh Ngọc / 銘玉）
- ミンソン社（Minh Sơn / 銘山）
- フィエンルオン社（Phiêng Luông / 馮弄）
- フーナム社（Phú Nam / 富南）
- トゥオンタン社（Thượng Tân / 上新）
- イエンクオン社（Yên Cường / 安強）
- イエンディン社（Yên Định / 安定）
- イエンフォン社（Yên Phong / 安豐）